# David Fonseca
David Fonseca, född 14 juni 1973 i Leiria, är en portugisisk sångare. Han har släppt fem studioalbum mellan 2003 och 2012. De har alla fem nått topp-tre-placeringar på den portugisiska albumlistan. Hans enda singeletta i Portugal är "Superstars" från 2007 men han har även nått topp-tio-placeringar med singlar som "Kiss Me, Oh Kiss Me", "A Cry 4 Love" och "Stop 4 a Minute".

## Diskografi

### Studioalbum
- 2003 - Sing Me Something New
- 2005 - Our Hearts Will Beat As One
- 2007 - Dreams in Colour
- 2009 - Between Waves
- 2012 - Seasons: Rising